# Martin Watt
Martin Watt est un astronome britannique.

## Biographie
Le Centre des planètes mineures le crédite de la découverte de quatre astéroïdes, toutes effectuées en 1982 pendant sa permanence à l'observatoire Lowell à Flagstaff dans l'Arizona.
| (2675) Tolkien    | 14 avril 1982 |
| (2687) Tortali    | 18 avril 1982 |
| (2991) Bilbo      | 21 avril 1982 |
| (10479) Yiqunchen | 18 avril 1982 |